# Lystrosauridae
A Lystrosauridae az emlősszerűek (Synapsida) osztályájába, a Therapsida rendbe, az Anomodontia alrendbe és Dicynodontia alrendágba tartozó fosszilis család. A Lystrosauridák a késő perm és a kora triász időszakokból ismertek, nagyjából 259-248 millió évvel ezelőttről. Bár a család sok nemzetséget tartalmaz, a legsikeresebb és legfajgazdagabb forma, azonban a csoport névadója a híres Lystrosaurus. A család azon kevés Therapsida egyike volt, mely túlélte a nagy perm-trász kihalási eseményt, a kora triászra csak a Lystrosaurus maradt fenn, a többi Lystrosauridae addigra már kihalt. A Rövid fennállásuk alatt a Lystrosauridák a Dicynodonták legsikeresebb csoportjaivá nőtték ki magukat, a Lystrosaurus a kora triász időszak legsikeresebb állata volt, egyes fosszilis lelőhelyek 90%-át is kitehette.